# 黄斑梯形蟹
黄斑梯形蟹（学名：Trapezia flavopunctata）为扇蟹科梯形蟹属的动物。分布于夏威夷、塔希提、土阿莫土群岛以及中国大陆的西沙群岛等地，生活环境为海水，主要栖息于鹿角珊瑚的枝丛间。